# Sonia M. Johnny
Sonia M. Johnny (sinh năm 1953) là một luật sư St. Lucian, từng là đại sứ phụ nữ đầu tiên của đất nước bà. Bà đã từng là Nhà đàm phán chính cho vùng biển Caribe, Chủ tịch Hội đồng Thường trực của Tổ chức các quốc gia châu Mỹ, Trưởng phòng Thương mại, Du lịch và Năng lực OAS và Phó Giám đốc Ban Thư ký Hội nghị Thượng đỉnh.

## Tiểu sử
Sonia Merlyn Johnny sinh năm 1953 tại St. Bà theo học tại trường trung học Công giáo St. Joseph ở Castries, Saint Lucia và tiếp tục lấy bằng cử nhân của Đại học West Indies. Sau đó, Johnny hoàn thành nghiên cứu sau đại học về Chính sách công quốc tế tại Trường Nghiên cứu Quốc tế Tiên tiến Johns Hopkins và bằng luật tại Trường Luật Đại học Georgetown. Năm 1979 Johnny bắt đầu làm việc tại Bộ Ngoại giao St. Lucian. Năm 1984, bà được gửi đến Washington, DC để thành lập đại sứ quán St. Lucian cho một đồng nghiệp nam, người sẽ làm đại sứ trong mười lăm năm. Năm 1993, Johnny đạt giấy phép cho Quận Columbia đã dành nhiều năm tiếp theo để tranh chấp thương mại giữa CARICOM, các Liên minh châu Âu và Hoa Kỳ, qua việc buôn bán chuối, hai lần được bầu bởi CARICOM để phối hợp nỗ lực thay mặt cho các quốc gia thành viên.
Vào ngày 17 tháng 11 năm 1997, Johnny được bổ nhiệm làm đại sứ nữ đầu tiên của St. Lucia tại OAS và Hoa Kỳ. Bà ngay lập tức trở thành chủ tịch của Quỹ Leo Rowe, nơi cung cấp các khoản vay cho học bổng và học bổng, mà bà hướng tới trong tám năm tiếp theo. Johnny là một phần của phái đoàn được CARICOM gửi tới Haiti sau cuộc đảo chính Haiti năm 2004 để đánh giá tình hình, được ghi nhận vì "kỹ năng đàm phán sắc sảo và ngoại giao khéo léo" trong cuộc khủng hoảng, đã giúp khôi phục sự bình tĩnh. Năm 2005, bà được bầu làm Trưởng đoàn đàm phán cho vùng Caribe liên quan đến các vấn đề liên quan đến Tổ chức các quốc gia châu Mỹ (OAS) và được bầu làm Chủ tịch Hội đồng thường trực OAS bắt đầu từ năm 2006. Năm 2007, Johnny đã từ chức đại sứ và chủ tịch Hội đồng Thường trực và chấp nhận một chức vụ để làm Chủ tịch Bộ Thương mại, Du lịch và Năng lực cạnh tranh của OAS, mà bà tiếp tục đứng đầu cho đến năm 2010. Năm 2011, bà trở thành Phó Giám đốc Hội nghị Thượng đỉnh của Ban Thư ký Châu Mỹ phục vụ trong khả năng cho đến khi công việc được hoàn thành trong Hội nghị Thượng đỉnh Châu Mỹ 2012.
Vào ngày 19 tháng 9 năm 2012, Johnny trở lại làm đại sứ St. Lucian tại Hoa Kỳ. Vào năm 2014, bà đã được trao tặng Giải thưởng Dịch vụ Công nhận Quốc tế từ tổ chức Women Empowered to Achieve the Impossible vì thành tích của mình về các dịch vụ ngoại giao và nhân đạo và được Hội đồng Lãnh đạo Cơ đốc giáo Caribbean và Châu Phi vinh danh. Năm 2014, Johnny từng là một trong những chủ tịch hàng quý của Hội đồng Thường trực OAS và năm 2016 đã được chỉ định để phục vụ trong một phái đoàn OAS khác như một phần của nhiệm vụ tìm hiểu thực tế đến Haiti.